# Neoarisemus angularis
Neoarisemus angularis är en tvåvingeart som beskrevs av Duckhouse 1987. Neoarisemus angularis ingår i släktet Neoarisemus och familjen fjärilsmyggor. Inga underarter finns listade i Catalogue of Life.